# Annick Cousin
Pour les articles homonymes, voir Cousin.
Annick Cousin, née le 7 août 1973 à Agen (Lot-et-Garonne), est une femme politique française.
Membre du Rassemblement national depuis 2014, elle est élue députée dans la 3e circonscription de Lot-et-Garonne lors des élections législatives de 2022. Elle siège au sein du groupe RN et est membre de la commission du Développement durable et de l'Aménagement du territoire de l'Assemblée nationale.
Elle est également conseillère régionale de Nouvelle-Aquitaine depuis 2021.

## Biographie
Annick Cousin est agent administratif, standardiste de nuit au Centre hospitalier départemental de la Candelie à Pont-du-Casse,. Elle vit à Tayrac.
Son compagnon, Jean-Jacques Marty, est le candidat suppléant de Cendrine Couturier, candidate du Rassemblement national dans la première circonscription du Lot lors des élections législatives de 2022.

## Parcours politique
Annick Cousin adhère au Front national en 2013-2014.
En tête au premier tour des élections départementales de 2015 dans le Pays de Serres avec 30,69 % des suffrages exprimés, elle échoue au second tour avec 28,61 %, derrière la gauche et l'UMP. Lors des élections départementales de 2021, elle obtient 18,42% des suffrages et ne se qualifie pas pour le second tour.
Lors des élections régionales de la même année, elle figure en deuxième position sur la liste de la section électorale du Lot-et-Garonne et est élue. Elle intègre la commission Infrastructures et transports.
Le 11 octobre 2021, elle est nommée déléguée départementale du Lot-et-Garonne et succède à Hélène Laporte.
Lors des élections législatives de 2022, elle se présente dans la troisième circonscription de Lot-et-Garonne. Elle est au même moment directrice de campagne de la candidate RN de la première circonscription du Lot, Cendrine Couturier, qui perd au premier tour. Le 19 juin, au second tour, Annick Cousin est élue avec 56,97 % des suffrages exprimés face au représentant de la NUPES, Xavier Czapla.